# الجريمة في بلجيكا

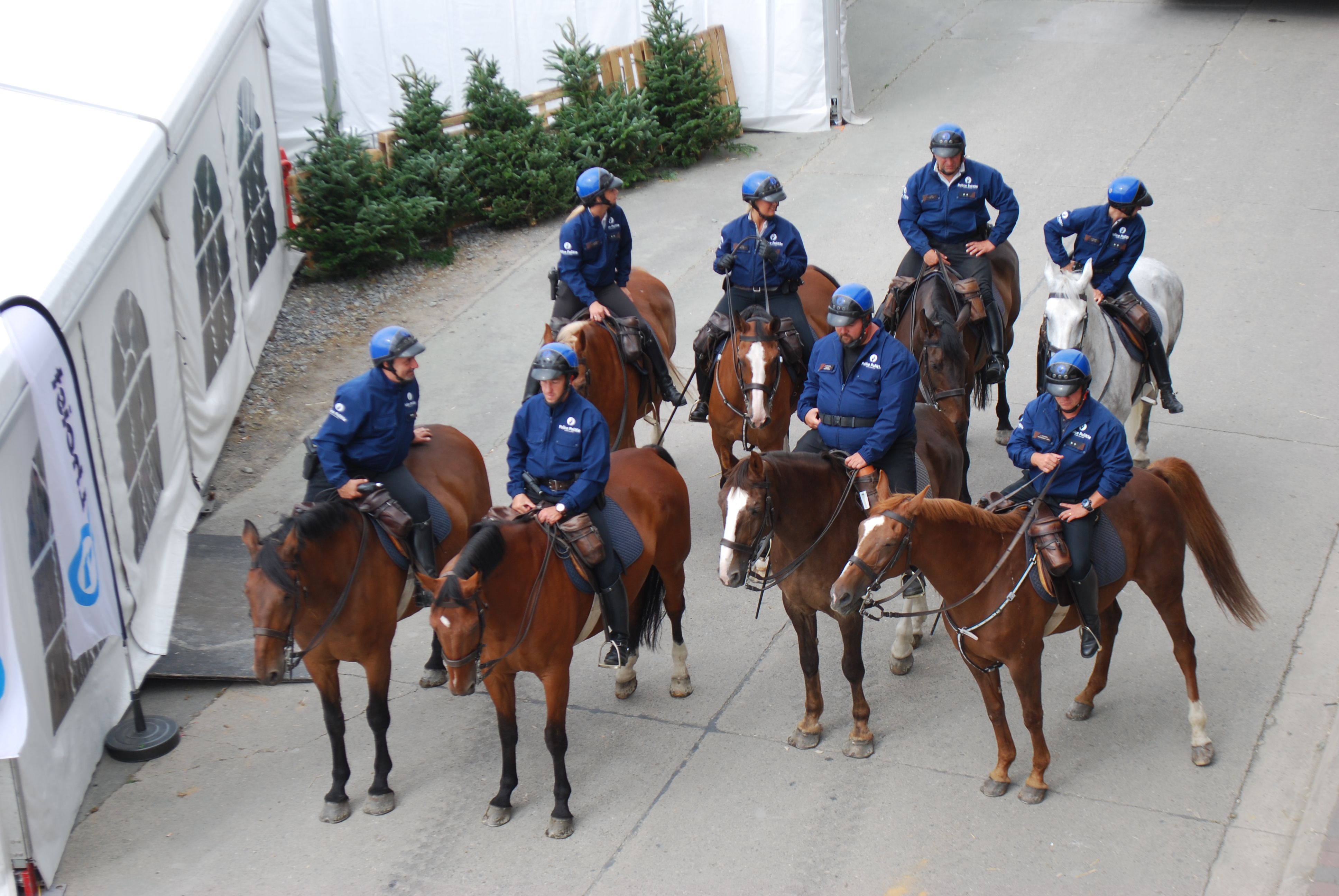
شرطة الخيالة البلجيكية.

تتصدى الشرطة البلجيكية ووكالات أخرى للجريمة في بلجيكا.

## الجريمة حسب نوعها

### قتل
في عام 2012، بلغ معدل القتل في بلجيكا 1.8 لكل 100 ألف نسمة. كان هناك ما مجموعه 182 جريمة قتل في بلجيكا في عام 2012.

### السرقة
تحدث عمليات السرقة، وسرقة الحقائب، ونشل الجيب بشكل متكرر، لا سيما في المدن الكبرى. غالبًا ما يتسكع اللصوص في محطات النقل مثل المترو (مترو الأنفاق) ومحطات القطار؛ للاستفادة من المسافرين المرتبكين أو المشتتين.

### فساد
ثقة الجمهور في الخدمة المدنية والقضاء عالية، والإدراك للفساد منخفض في بلجيكا.

## ديناميات الجريمة

### الجريمة والتوتر العنصري
خلصت دراسة تستند إلى بيانات من عام 1999 إلى أن القاصرين من غير الأوروبيين يمثلون تمثيلاً زائداً في إحصاءات الجريمة.  في حين أن 4.4 ٪ من السكان البلجيكيين يحملون جنسية غير أوروبية، و19٪ من جميع القضايا التي تمت محاكمتها، و24٪ من القضايا المعروضة في محاكم الشباب تتعلق بمواطنين غير أوروبيين.
وتعاني بلجيكا من استهداف مجرمين أجانب لها بسبب حقيقة أنها تعتبر لمسة ناعمة بسبب معدل الجريمة المنخفض نسبيًا. وفقًا للمجرم البريطاني كولين بلاني في سيرته الذاتية غير المرغوب فيهم، فإن مجموعة سرقة المجوهرات الإنجليزية المنظمة المعروفة باسم Wide Awake Firm عملت في بلجيكا وانخرطت في حوادث عنف مع عصابات راكبي الدراجات الخارجين عن القانون.

### الإرهاب والجريمة
إلى جانب قضايا السلامة العامة في بعض الأحياء، ورد أن بروكسل تعمل كمركز للإرهابيين، كما ذكرت مصادر مختلفة مثل الإنتربول والصحف المحلية مثل Het Nieuwsblad. في نفس الأحياء التي تسبب مشاكل تتعلق بالسلامة (على سبيل المثال سينت-يانس-مولينبيك، شيربيك، ...) هناك تطرف. هذا لا يزال محدودًا للغاية من حيث الحجم، حيث أن حدوث الرعايا البلجيكيين المرتبطين مباشرة بالإرهاب الدولي يحوم حول 0.1-1 لكل مليون نسمة خلال العقد الماضي.
على المواطنين التونسيين اللذين اغتيل القائد مسعود في أفغانستان زيارتها همية جوازات السفر البلجيكية، والمجموعة الاسلامية المغربية المقاتلة (الجماعة الإسلامية المغربية المناضلة، أو الجماعة الإسلامية المغربية المقاتلة) وصلات في بلجيكا أيضا - كانت هناك اعتقالات في بروكسل وأنتويرب الأفراد المشاركين في تفجيرات مدريد. ونتيجة لذلك، تم اتخاذ إجراءات صارمة ضد تزوير جوازات السفر وغيرها من الوثائق الرسمية.
وشهدت بلجيكا أيضًا «جرائم كراهية» ضد الأقليات الظاهرة مؤخرًا، بما في ذلك قضية هانز فان ثيمش، وقضية باتريك مومبايرتس أو أعمال عنف عنصرية أخرى.

### الجريمة والسياسة
تناقل الكثير في الصحف محاولات عمدة مولينبيك الفاشلة لإعادة تنشيط بلدية بروكسل. ومن الأمثلة على ذلك انسحاب BBDO في يونيو 2011 من المدينة. في رسالة مفتوحة موجهة إلى Moureaux، ذكر عشرة موظفين في وكالة الإعلانات الأمريكية هذه أكثر من 150 هجومًا على موظفيهم من قبل السكان المحليين كسبب رئيسي لمغادرتهم. ونتيجة لذلك، أثيرت أسئلة جدية حول الحكم والأمن وإدارة العمدة موريو.
لعب هذا في سياق أوسع من الخلاف السياسي بين اليسار واليمين المصطف مع الصراع اللغوي الفلمنكي-الوالوني البلجيكي. أصبحت القضية رمزًا للتخطيط الاشتراكي الوالوني المتصور للسماح للأحياء بالتدهور (من خلال دعوة المهاجرين ومنحهم الضمان الاجتماعي) لإنشاء ناخبين فقراء يصوتون الاشتراكيون. اعتقد الجانب الوالوني أنه أظهر كيف أن وسائل الإعلام الفلمنكية، التي تسيطر عليها في الغالب عائلات قومية علنية، تدفع بأجندة يمينية ومعادية للأجانب.

## حسب الموقع

### بروكسل
وفقًا لـ Urban Audit، في عام 2001، كان لدى بروكسل رابع أكبر عدد من الجرائم المسجلة للعواصم الأوروبية (خلف ستوكهولم وأمستردام وبرلين، وعلى قدم المساواة تقريبًا مع هلسنكي). وبحسب المصدر نفسه، بلغ معدل جرائم القتل في بروكسل 10 جرائم قتل أو وفيات عنيفة لكل 100 ألف مواطن.
عادة تقتصر مشكلات السلامة الخطيرة في بروكسل في الغالب على الأحياء السكنية ذات الدخل المنخفض من السكان. وتشمل هذه على وجه الخصوص سينت يانس مولينبيك، وشاربيك، وأندرلخت، وفورست / فورست .
في نوفمبر 2005، تأثرت بروكسل بشكل طفيف للغاية بانتشار أعمال الشغب الفرنسية. مشاغب من أصل شمال أفريقي بشكل رئيسي، ثار في بروكسل في سبتمبر 2006.

### مدن أخرى
شهدت ثاني أكبر مدينة في بلجيكا، أنتويرب، معدلات جريمة أقل بحوالي 20٪ من معدلات بروكسل. شهد مدينتا لياج وشارلوروا، وهما مدينتان صناعيتان ترتفع فيهما معدلات البطالة، معدلات جريمة أعلى من المدن الأقل تصنيعًا في غنت وبروج. المناطق الريفية بشكل عام آمنة للغاية.

## روابط خارجية
- urbanaudit.org
- OSAC: بلجيكا 2013 تقرير الجريمة والسلامة